# La Guingueta d'Àneu
La Guingueta d'Àneu est une commune de la comarque de Pallars Sobirà, dans la province de Lérida en Catalogne (Espagne).

## Géographie
Constituée par la fusion des anciennes municipalités d'Escaló, Jou et Unarre, la commune est située dans le parc naturel de l'Alt Pirineu, frontalière au nord avec Couflens (France) par un quadripoint établi sur son point culminant : le Mont-roig (2 864 m).
Elle est traversée par le sentier de grande randonnée 11. 
| Alt Àneu       | Couflens (France)   | Lladorre       |
| Esterri d'Àneu | La Guingueta d'Àneu | Vall de Cardós |
| Espot Rialp    | Llavorsí            |                |

## Villages
La commune comprend 13 villages habités (population 2011) :
- Berrós Jussà (27) ,
- Burgo (7) ,
- Cerbi (19), village le plus au nord, sur la rive droite de la rivière Unarre ,
- Dorve (10) ,
- Escalarre (32), sur la rive gauche de la rivière Unarre ,
- Escaló (101), sur la route C-147 ,
- Escart (11), sur la rive gauche de la rivière Escart ,
- Estaron (23), sur les pentes de la serra d'Aurati ,
- Gavàs (19) ,
- La Guingueta (59) ,
- Jou (20), au nord-est de la commune ,
- Llavorre (6) ,
- Unarre (13), dans la vallée de la rivière Unarre.

et 2 villages non habités (en 2011) :
- Aurós
- Berrós Sobirà

## Monuments

### Monastère de Sant Pere del Burgal

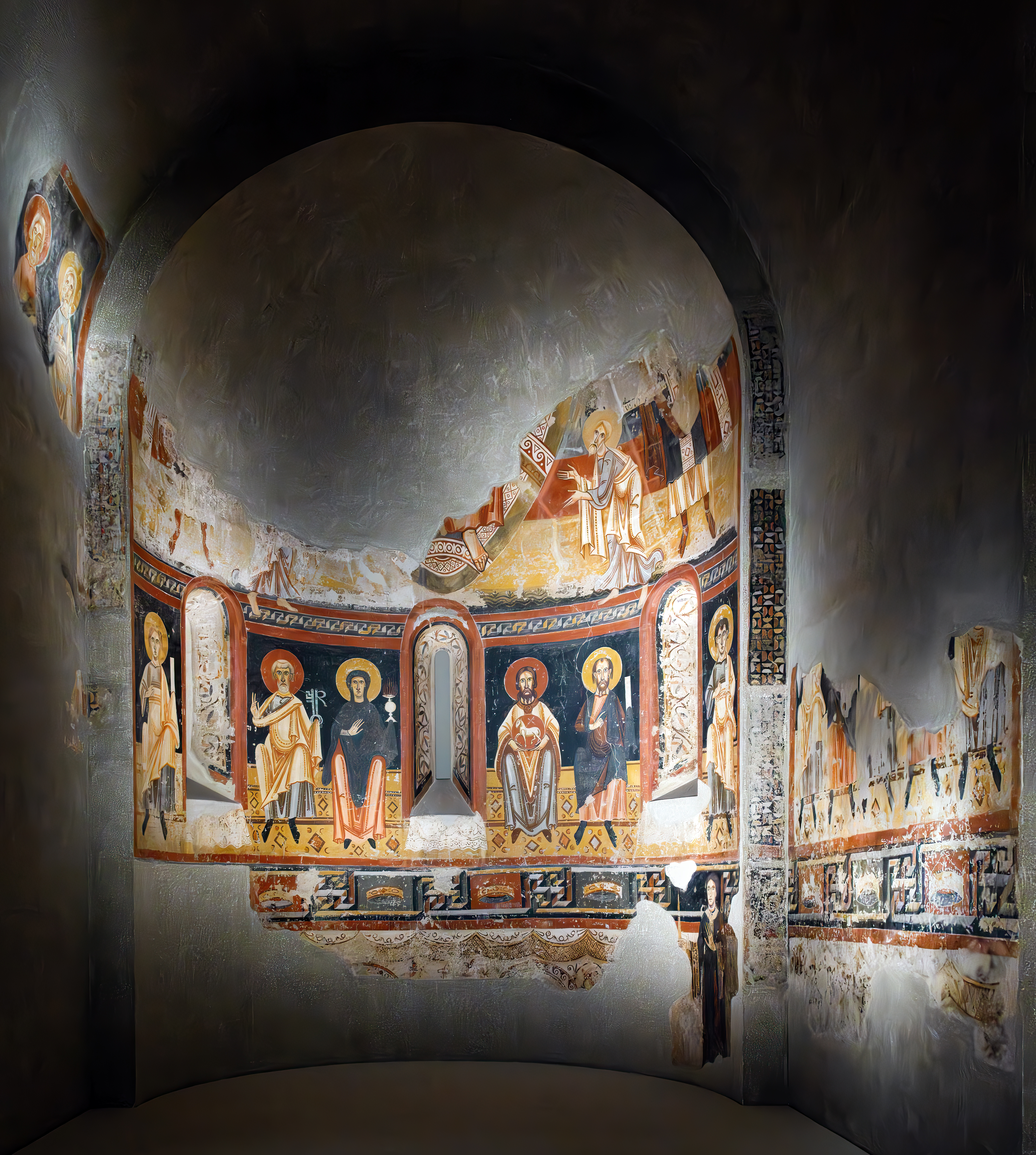
Les fresques du XIe siècle attribuées au Maître de Pedret.

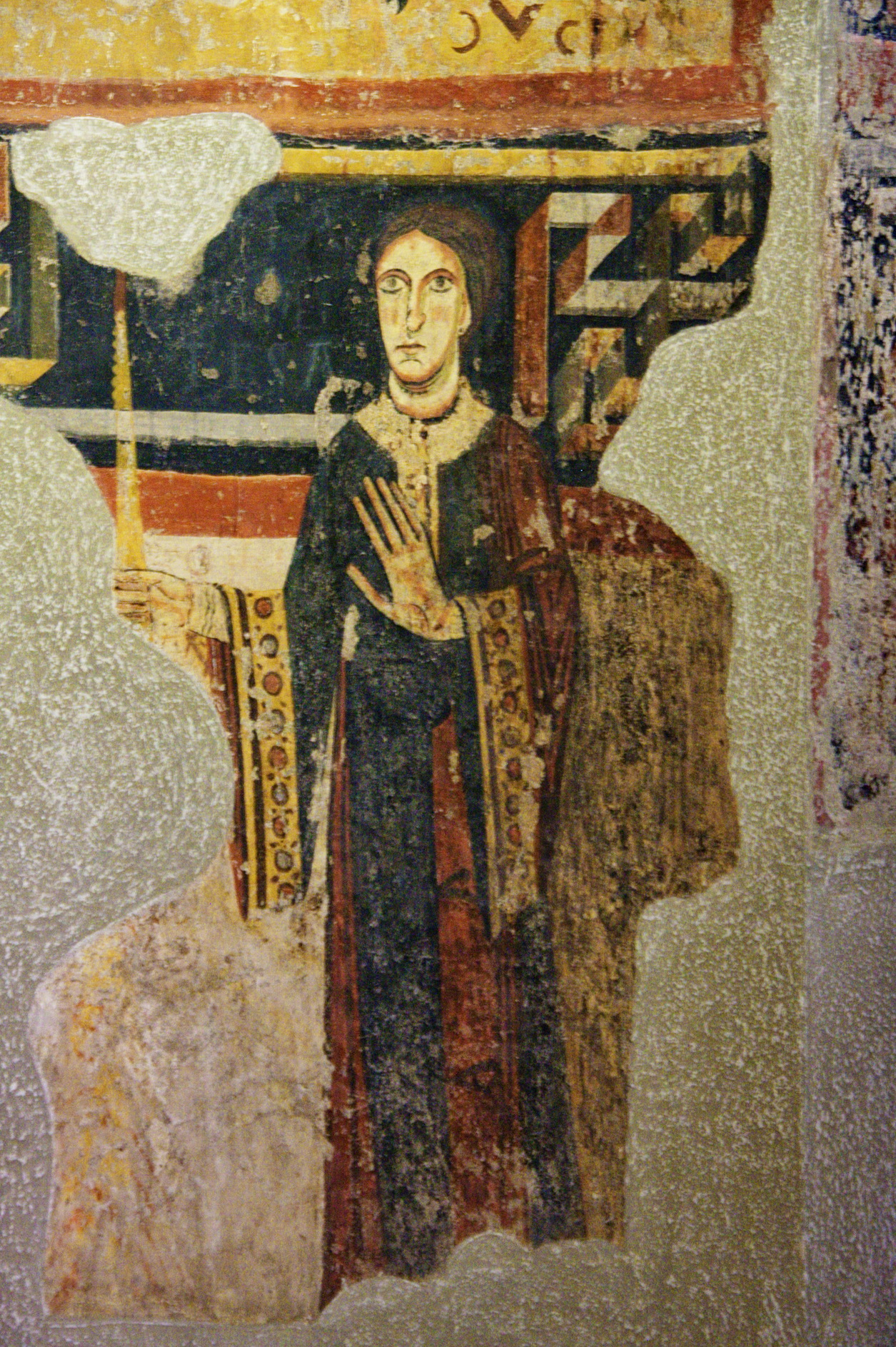
Lucie de la Marche, seconde épouse d'Artaud Ier. Fresque du monastère Saint-Pierre du Burgal attribuée au Maître de Pedret, conservée au MNAC.

Isolé en montagne près d'Escaló se trouve le monastère roman de Sant Pere del Burgal, mentionné dès le Haut Moyen Âge lorsque son abbé reçoit un privilège de Raymond Ier de Toulouse-Rouergue († 865) en 859
Il devient une abbaye bénédictine féminine à la fin du Xe siècle, puis un prieuré masculin.
L’église est une construction remarquable de l’art roman catalan avec trois nefs et un chevet à trois absides de style lombard. La nef nord conserve encore le mur et les arcs séparant les nefs latérale et centrale. Les restes de deux portes qui menaient aux pièces monacales sont visibles dans la nef sud.
Attribuées au Maître de Pedret, les peintures murales originelles de l’abside centrale ont été déposées et sont au Musée national d'Art de Catalogne à Barcelone. Elles ont été reproduites au monastère. Une mythique figure féminine y apparait : la comtesse Llúcia de Pallars.

## Sport
La 9e étape du Tour de France 2016 traverse La Guingueta et Escaló.